# Repetobasidiellum
Repetobasidiellum is een monotypisch geslacht van schimmels behorend tot de familie Hydnaceae. De typesoort is Repetobasidiellum fusisporum.